# Honey Grove, Texas
Honey Grove là một thành phố thuộc quận Fannin, tiểu bang Texas, Hoa Kỳ. Năm 2010, dân số của xã này là 1668 người.

## Dân số
- Dân số năm 2000: 1746 người.
- Dân số năm 2010: 1668 người.